# Liste der Kulturgüter in Niederbipp
Die Liste der Kulturgüter in Niederbipp enthält alle Objekte in der Gemeinde Niederbipp im Kanton Bern, die gemäss der Haager Konvention zum Schutz von Kulturgut bei bewaffneten Konflikten, dem Bundesgesetz vom 20. Juni 2014 über den Schutz der Kulturgüter bei bewaffneten Konflikten sowie der Verordnung vom 29. Oktober 2014 über den Schutz der Kulturgüter bei bewaffneten Konflikten unter Schutz stehen.
Objekte der Kategorie A sind im Gemeindegebiet nicht ausgewiesen, Objekte der Kategorie B sind vollständig in der Liste enthalten, Objekte der Kategorie C fehlen zurzeit (Stand: 25. März 2024). Unter übrige Baudenkmäler sind geschützte Objekte zu finden, die im Bauinventar des Kantons Bern als «schützenswert» verzeichnet sind.

## Kulturgüter
| Foto |                                                                            | Objekt                                          | Kat. | Typ | Standort                               | Beschreibung |
| ---- | -------------------------------------------------------------------------- | ----------------------------------------------- | ---- | --- | -------------------------------------- | --- |
| ja   | Datei hochladen · Wikidata zu Reformierte Kirche mit Pfarrhaus (Q29674090) | Reformierte Kirche mit Pfarrhaus KGS-Nr.: 01122 | B    | G   | Kirchgasse 13, 13b, 15 619271 / 234917 | Im Kern aus dem Mittelalter stammendes Kirchengebäude, das 1669 und 1712 zu einer Saalkirche mit polygonalem Abschluss ausgebaut wurde. Verputzter Massivbau unter abgewalmtem Satteldach, daran angebaut ist der von 1518 bis 1521 erbaute Kirchturm mit Satteldachabschluss und Turmsockel aus Kalksteinblöcken. Im Innern aufwändig geschnitzte, ausgezeichnete Renaissance-Kanzel von 1628. Nebenan steht das 1577 erbaute Pfarrhaus, ein stattlicher spätgotischer Putzbau unter abgewalmtem Satteldach. |

## Übrige Baudenkmäler
Hinweis: Anstelle der KGS-Nummer wird als Objekt-Identifikator (ID) die Grundstücksnummer verwendet.
| ID   | Foto |                 | Objekt                                                      | Typ | Standort                                        | Beschreibung                    |
| ---- | ---- | --------------- | ----------------------------------------------------------- | --- | ----------------------------------------------- | ------------------------------- |
| 161  | BW   | Datei hochladen | Ferienhaus (1958)                                           | G   | Wolfisberg, Schürchenstrasse 28 617182 / 236419 |                                 |
| 309  | BW   | Datei hochladen | Stöckli (um 1800)                                           | G   | Kirchgasse 16 619265 / 234995                   |                                 |
| 326  | BW   | Datei hochladen | Speicher (1754)                                             | G   | Buchsernweg 10a 619412 / 234918                 |                                 |
| 358  | BW   | Datei hochladen | Speicher (Ende 16. Jh.)                                     | G   | Kirchgasse 12a 619296 / 235026                  |                                 |
| 559  | BW   | Datei hochladen | Speicher (Ende 18. Jh.)                                     | G   | Marktgasse 1b 619503 / 235083                   |                                 |
| 601  | BW   | Datei hochladen | Wohnhaus (1905)                                             | G   | Doktorsträssli 8 619323 / 235651                |                                 |
| 696  | BW   | Datei hochladen | Bauernhaus (2. Hälfte 18. Jh.)                              | G   | Gerhard Meier-Weg 17 619132 / 236074            |                                 |
| 714  | BW   | Datei hochladen | Ehemaliges Bauernhaus (frühes 19. Jh.)                      | G   | Untere Dürrmühlestrasse 6 619143 / 235709       |                                 |
| 716  | BW   | Datei hochladen | Brunnen (1866)                                              | K   | Obere Dürrmühlestrasse N.N.2 618981 / 235555    |                                 |
| 726  | ja   | Datei hochladen | Speicher (1721)                                             | G   | Marktgasse 8c 619598 / 234963                   |                                 |
| 760  | BW   | Datei hochladen | Speicher (1605)                                             | G   | Gemeindehofweg 39a 618431 / 235969              |                                 |
| 829  | BW   | Datei hochladen | Brunnen (1821)                                              | K   | Niederfeldweg N.N. 619520 / 235188              |                                 |
| 830  | ja   | Datei hochladen | Spital (1964)                                               | G   | Anternstrasse 24 618714 / 235714                |                                 |
| 875  | ja   | Datei hochladen | Ehemals Ofenhaus und Speicherstöckli; "Räberstöckli" (1786) | G   | Dorfstrasse 15 619435 / 235146                  | Beherbergt heute das Dorfmuseum |
| 880  | BW   | Datei hochladen | Brunnen (19. Jh.)                                           | K   | Wydenstrasse N.N. 619198 / 235569               |                                 |
| 947  | BW   | Datei hochladen | Brunnen (1887)                                              | G   | Brunnenweg N.N. 619382 / 236739                 |                                 |
| 958  | BW   | Datei hochladen | Findlingsmauer                                              | G   | Gässli N.N. 619368 / 235021                     |                                 |
| 974  | BW   | Datei hochladen | Brunnen (1885)                                              | K   | Holzhäusernstrasse N.N. 620518 / 234201         |                                 |
| 995  | BW   | Datei hochladen | Bauernhaus (1853)                                           | G   | Obere Dürrmühlestrasse 27 618895 / 235435       |                                 |
| 1132 | ja   | Datei hochladen | Kirchhofmauer (19. Jh.)                                     | G   | Kirchgasse 15a 619275 / 234935                  |                                 |
| 1133 | ja   | Datei hochladen | Brunnen (1807)                                              | K   | Kirchgasse N.N. 619300 / 234971                 |                                 |
| 1139 | BW   | Datei hochladen | Wohnhaus mit Versammlungslokal (1905)                       | G   | Zollwegli 1 619278 / 235527                     |                                 |
| 1210 | BW   | Datei hochladen | Bauernhaus (1737)                                           | G   | Zelgliweg 8 618952 / 235653                     |                                 |
| 1381 | BW   | Datei hochladen | Speicher (18. Jh.)                                          | G   | Walliswilweg 2a 619301 / 234828                 |                                 |
| 1457 | ja   | Datei hochladen | Wohnhaus (1922)                                             | G   | Lehnweg 23 619175 / 236365                      |                                 |
| 1494 | BW   | Datei hochladen | Ehemaliges Bauernhaus (1476)                                | G   | Kirchgasse 8 619339 / 235023                    |                                 |
| 1812 | ja   | Datei hochladen | Brunnen (1802/1845)                                         | K   | Scharnagelnstrasse N.N. 619697 / 234974         |                                 |
| 1813 | ja   | Datei hochladen | Brunnen (19. Jh.)                                           | K   | Dorfstrasse N.N.1 619461 / 235055               |                                 |
| 1923 | BW   | Datei hochladen | Speicher (17. Jh.)                                          | G   | Gässli 16 619322 / 235051                       |                                 |
| 2293 | BW   | Datei hochladen | Brunnen (1826)                                              | K   | Dorfstrasse N.N.2 619353 / 235279               |                                 |
| 2350 | ja   | Datei hochladen | Speicher (1684)                                             | G   | Lehnweg 30a 619338 / 236421                     |                                 |